# Charles-Louis Lebeau

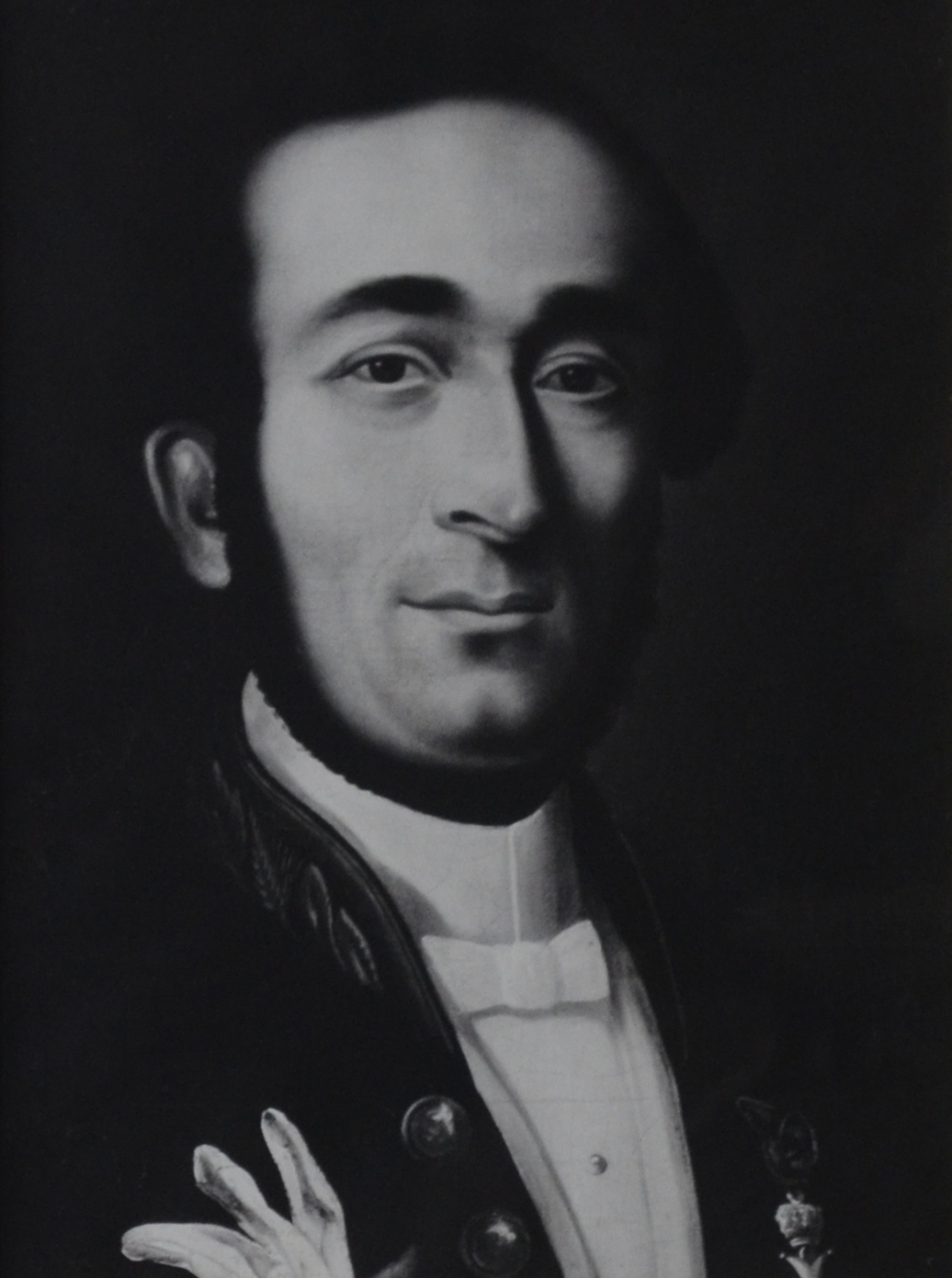

Charles Louis Lebeau (Viesville, 1 augustus 1812 - Enghien-les-Bains, 11 augustus 1882) was een Belgisch liberaal volksvertegenwoordiger en senator. Hij diende als burgemeester van Charleroi van 1851 tot 1873.

## Levensloop
Lebeau was een zoon van de hoefsmid Jean-Louis Lebeau en van Reine Delplanque. Hij trouwde met Thérèse Lemaire in 1836. Hij was de schoonvader van de volksvertegenwoordigers Arthur Lescarts en Charles Émile Balisaux, senator van Charleroi.
Hij promoveerde tot doctor in de rechten (1835) na studies aan de Universiteit van Luik en de Katholieke Universiteit Leuven. Hij vestigde zich als advocaat in Charleroi en werd er ook pleitbezorger. Daarnaast was hij ook industrieel als bestuurder van koolmijnen en andere vennootschappen.
Hij werd verkozen tot gemeenteraadslid van Charleroi en was van 1851 tot 1873 burgemeester van die stad.
In 1857 werd hij verkozen tot liberaal volksvertegenwoordiger voor het arrondissement Charleroi en vervulde dit mandaat tot in 1870, toen hij door zijn schoonzoon Balisaux werd opgevolgd. Van 1870 tot 1874 was hij senator voor hetzelfde arrondissement.
In de ondernemerswereld was hij:
- bestuurder van de Charbonnages du Centre de Gilly,
- bestuurder van de Hauts Fourneaux et Usines du Midi de Charleroi,
- bestuurder van de Houillères unies du Bassin de Charleroi,
- bestuurder van de Charbonnages de Pâturages et Wasmes,
- bestuurder van de Verreries de Charleroi,
- bestuurder van de Sucrerie de Fleurus,
- bestuurder van de Banque de Charleroi,
- bestuurder van de Banque de Change et d'Émission,
- voorzitter van de raad van bestuur van de École Industrielle in Charleroi.

Lebeau was lid van een vrijmetselaarsloge in Charleroi.